# Marc Sleen
Pour les articles homonymes, voir Sleen (homonymie).
Marcel Neels dit Marc Sleen, né le 30 décembre 1922 à Gentbrugge (province de Flandre-Orientale) et mort le 6 novembre 2016 à Hoeilaert (province du Brabant flamand), est un dessinateur de presse et auteur de bande dessinée humoristique belge d'expression néerlandaise, connu pour sa série Néron.

## Biographie

### Jeunesse
Marcel Honoree Nestor Neels naît le 30 décembre 1922 à Gentbrugge, près de Gand.
Il est le fils de Alois Edmond Neels (1885 - 1939) et Maria Augusta Ghislena Baeckeland (1882 - 1966). Il grandit et passe les seize premières années de sa vie dans une autre ville de la même région : Saint-Nicolas. Enfant les animaux le fascinent, — il visite régulièrement le zoo d'Anvers —, il est boy-scout appréciant être à l'extérieur et le dessin le passionne. En 1936, il s’inscrit aux cours du dimanche à l'Académie des Arts de Saint-Nicolas. Il marque un intérêt pour la peinture figurative tout au long de sa vie et plus particulièrement pour les œuvres de Sandro Botticelli, Giotto, Jérôme Bosch, Pieter Brueghel l'Ancien, Henri de Toulouse-Lautrec, Honoré Daumier, Vincent Van Gogh, Paul Cézanne et James Ensor. Il étudie le dessin à l'Institut Saint-Luc de Gand. Son père décède en 1939,ce qui va bouleverser l'existence de la famille qui a revient à Gentbrugge et pour laquelle la vie n’est plus aussi aisée qu’avant. Elle n’a plus les moyens de laisser le jeune homme étudier et il doit travailler. Son frère Nestor l’inscrit à l’Arbeitsamt [« office de l’emploi »] afin de lui éviter l’armée et le travail obligatoire en Allemagne. Mais les activités de son aîné dans la Résistance lui vaudront en 1944 d’être arrêté et envoyé dans le camp de Beverloo. Cette expérience va le marquer à vie.

### Les débuts
Après la Seconde Guerre mondiale, il commence une carrière de dessinateur de presse comme caricaturiste dans le quotidien flamand conservateur De Standaard ; pour le supplément jeunesse de ce journal, il réalise également des illustrations et de courtes bandes dessinées sous le pseudonyme de Marc Sleen, l'anagramme de son nom. Sleen publie sa première bande dessinée, De Avonturen van Neus (Le Nez), dans le quotidien Ons Volk. Le 10 juin 1945, il publie Les Aventures de Tom et Tony dans Ons Volkske.

### Néron
En octobre 1947, Sleen se lance dans une nouvelle série, Les Aventures du détective Van Zwam, pour le journal De Nieuwe Gids. Dans le premier épisode, on découvre pour la première fois le personnage d'un fou se prenant pour l'empereur Néron ; après que ce dernier eut recouvré la raison, on continue à l'appeler « Néron » et, progressivement, il devint le personnage principal de la série. Ce héros rondouillard et sympathique aux formules à l’emporte-pièce vit des aventures drolatiques et surréalistes flirtant parfois avec les sujets politiques ou d’actualité. La série Néron est parue pendant plus de 55 ans au rythme de deux strips par jour.
Par ailleurs, Sleen s'essaie également à la bande dessinée humoristique muette : Pollopof (1946), Joke-Poke et Doris Dobbel (1950). Entre 1952 et 1965, il se consacre à la série Octave Blaireau, — un brave homme complètement dominé par son épouse — pour laquelle il réalise six-cents gags. Parallèlement, il anime la série Miche et Célestin Radis, dont dix albums sont publiés entre 1957 et 1965. Durant cette même période, Sleen publie dans Samedi-Jeunesse d'abord un court récit en 7 planches de Miche et Célestin Radis, puis les années suivantes Néron.
En 1965, Marc Sleen est débauché par un autre quotidien. Ce changement fait alors grand bruit en Flandres car des milliers de lecteurs passent de l'ancien au nouveau journal afin de continuer à suivre les aventures de Néron. En français, cette bande dessinée est publiée dans le journal wallon La Cité.

### La succession
De 1992 à 2002, Marc Sleen s'adjoignit les services de Dirk Stallaert. L'intention initiale de Sleen est, à terme, de confier à ce jeune auteur flamand la réalisation complète de la série afin de prendre sa retraite sans mettre fin à la parution de Néron. En 2002, alors que Marc Sleen met fin à sa carrière, Dirk Stallaert abandonne Néron, qui cesse de paraître. Marc Sleen figure au Livre Guinness des records pour avoir réalisé quasiment seul 224 aventures de ce héros. En 2022, le récit La Tour noire est traduit en bruxellois par Robert Delathouwer.

### Autres activités
Marc Sleen, grand admirateur du World Wildlife Fund, est un grand voyageur : entre 1961 et 1991, il effectue plus de trente-cinq safaris en Afrique, réalisant plus de vingt documentaires pour la radio-télévision flamande, BRT. Quelques livres sur ces voyages sont publiés, ainsi qu'un disque publicitaire pour le chocolat Côte d'Or : Côte D'Or Vous présente Histoires et images des éléphants, raconté par Edgard Kesteloot sur la face A et par Marc Sleen sur la face B. Nombre de ses bandes dessinées ont pour cadre ces pays que Marc Sleen visita.
Marc Sleen est souvent présenté comme l'un de quatre pères de la bande dessinée flamande avec Willy Vandersteen, Bob de Moor et Jef Nys. Son œuvre lui a valu de très nombreuses distinctions. Il a été anobli par le roi Albert II et fait chevalier en 1999,. Sa devise est Mille Verbe Imago Dicit. En 2005, il a été sélectionné pour figurer sur la liste des « 111 plus grands Belges » (pour la version flamande) ; il y occupait la 48e place.
Depuis juin 2009, un musée, installé dans les anciens bâtiments du journal socialiste Le Peuple, lui est consacré. Le choix d'un bâtiment dans la rue des Sables est tout sauf accidentel. C'est dans cette même rue que Néron, idée la plus connue de Sleen, fut conçue. À l'époque, Marc Sleen travaillait comme dessinateur et illustrateur pour le journal De Nieuwe Gids. L'inauguration du musée se fait le 18 juin 2009 en la présence du roi Albert II — un ami personnel de Sleen. Le musée ferme ses portes le 31 janvier 2023 et ses collections sont transférées, en face, au Centre belge de la bande dessinée.

### Décès
Marc Sleen meurt le 6 novembre 2016, à l'âge de 93 ans à son domicile de Hoeilaert. La sépulture de Marc Sleen se trouve au cimetière Campo Santo qui borde l’église Saint-Amand à Mont-Saint-Amand, une localité gantoise.

### Vie privée
Il a été marié avec Magdalena Paelinck (1945 - 13 juillet 2008) et Catharina Kochuyt (? - 6 novembre 2016),. Magdalena donnera naissance à un fils qui ne vivra que quatre heures, ils resteront sans enfant.
De 1955 jusqu'à sa mort, Sleen vivait à Hoeilaart, dans sa villa du clos fleuri en bord de la forêt de Soignes.

## Œuvres

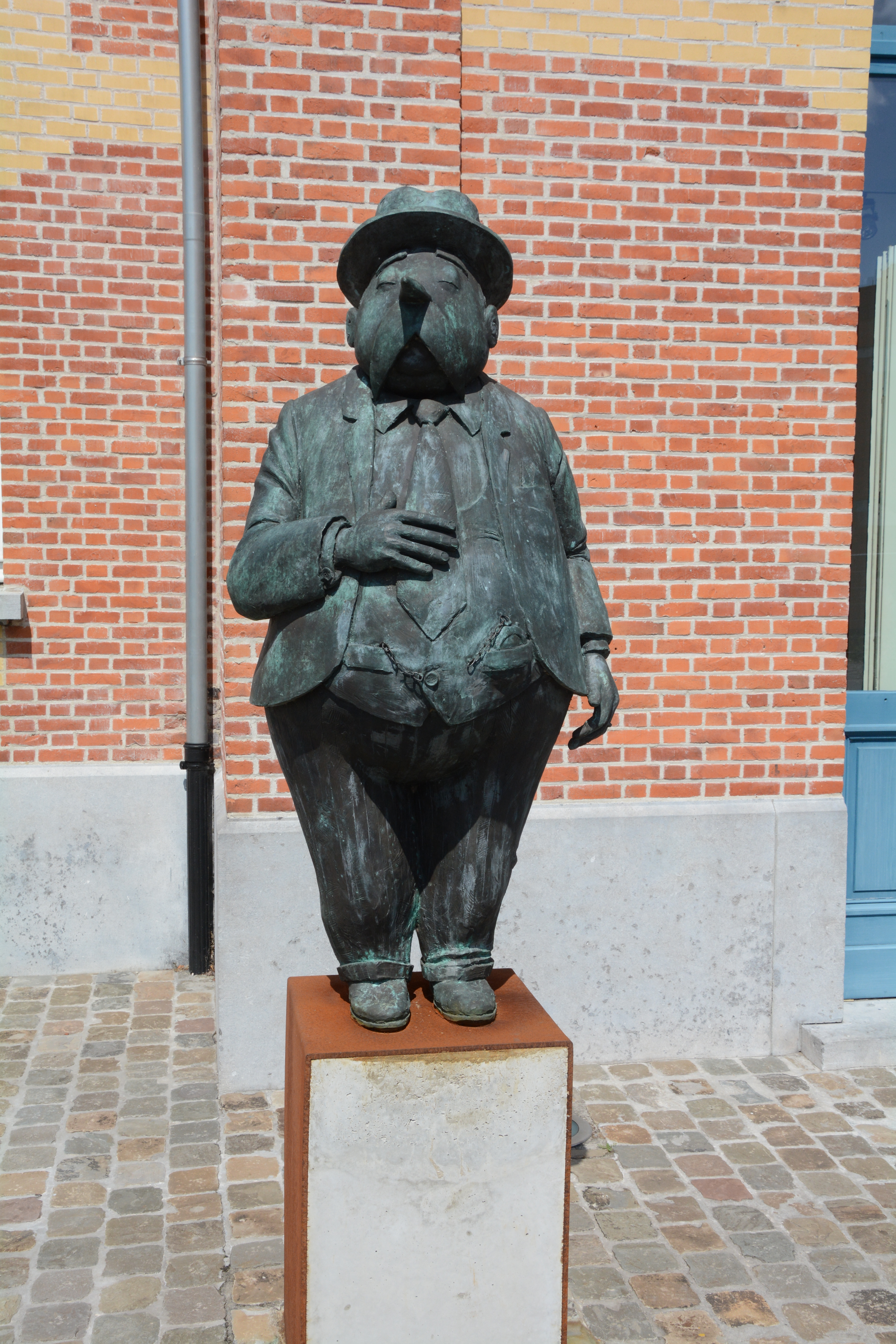
La statue de Monsieur Pheip à Moerbeke-Waas

### Albums de bande dessinée
Néron
- Bon anniversaire, Marc Sleen ![22], CBBD - La Poste belge, coll. « Philabédé », Bruxelles, octobre 2002
Scénario et dessin : Marc Sleen - Couleurs : noir et blanc,publié à l'occasion de l'hommage rendu à Marc Sleen pour son exceptionnelle carrière, poursuivie jusqu'à ses 80 ans : un anniversaire célébré le 30 décembre 2002, date de l'émission des timbres. Contient une histoire complète de Néron  : Le Fantôme de la rue des Sables. Tirage limité à 1 200 exemplaires numérotés. Revêtu des timbres "Néron". Format A5.

### Collectifs
- Il était une fois... Les Belges[23], Le Lombard, Bruxelles, 1980
Scénario et couleurs : collectif - Dessin : collectif dont Marc Sleen,Participation : Léopold et Caroline.
- Flash Back[24], Comic! Events, août 1995
Scénario : collectif - Dessin : collectif dont Marc Sleen - Couleurs : noir et blanc,Ce Flash Back a été réalisé en collaboration avec Bédécine Illzach et édité à l'occasion du 10e Festival BD Coxyde (15 juillet au 6 août 1995) à 1 500 exemplaires numérotés à la main. Rares textes et titres des séries en deux langues : français et flamand. D/1995/6941/06. Format à l'italienne.

### Para-BD

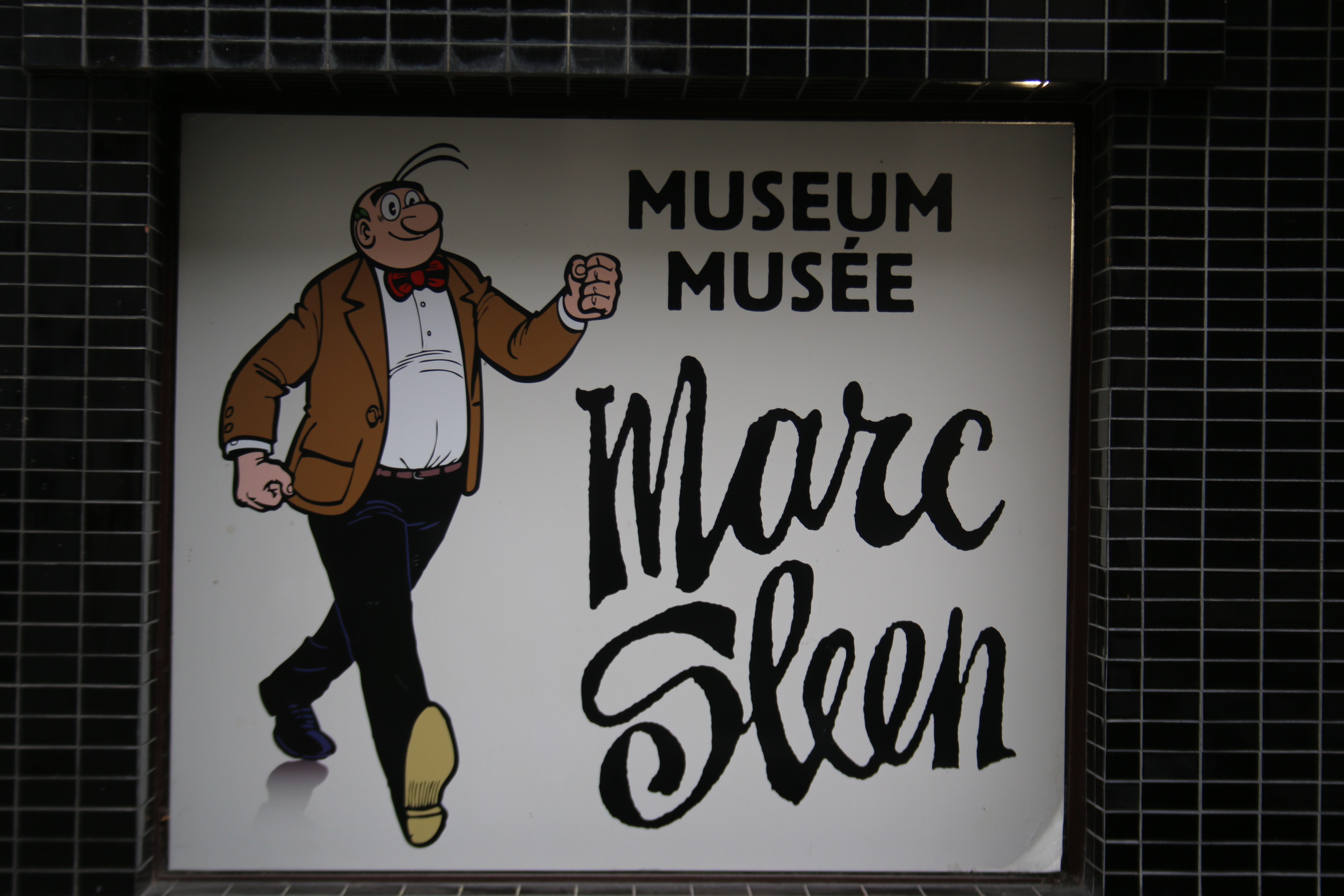
Musée Marc Sleen à Bruxelles

Marc Sleen réalisa de nombreux portfolios et ex-libris à diverses occasions,.

### Affiches
Sleen réalise l'affiche du Festival de Knokke-Heist en 2011 ainsi que celle du Festival de Middelkerke en 2013.

### Expositions

#### Expositions individuelles
- Rétrospective, Salle d'art de l'abbaye Saint-Pierre, Gand, du 28 novembre 2003 au 11 janvier 2004[28],[29] ;
- Caricatures politiques. Marc Sleen comme caricaturiste[28],[29], Centre de documentation catholique Kadoc (KU Leuven), Louvain du 28 novembre 2003 au 11 janvier 2004 ;
- Néron, Youri Gagarine et autres voyageurs de l'espace[30], Fondation Marc Sleen, Bruxelles du 5 avril au 25 septembre 2011 ;
- Bibliothèque d'Ostende[31], Ostende, été 2016 ;
- Un siècle en mouvement : Marc Sleen 100. Néron 75, Centre belge de la bande dessinée, Bruxelles, du 27 mai 2022 au 5 mars 2023[32].

#### Expositions collectives
- Art et innovation dans la bande dessinée européenne[33], Musée d'art contemporain de Gand, du 4 juillet au 6 septembre 1987 ;
- Regards croisés de la bande dessinée belge, Musées royaux des Beaux-Arts de Belgique, Bruxelles, du 27 mars au 30 juin 2009[34],[35] ;
- Les Belles Images du Centre belge de la bande dessinée, Centre belge de la bande dessinée, Bruxelles du 9 mars au 3 avril 2015[36].

### Catalogue d'exposition
- Art et innovation dans la bande dessinée européenne[33], Éditions De Buck, juin 1987
Scénario et couleurs : collectif - Dessin : collectif dont Marc Sleen -  (ISBN 2-87153-004-1),Catalogue de l'exposition éponyme au Musée d'art contemporain de Gand (4 juillet au 6 septembre 1987).

## Réception

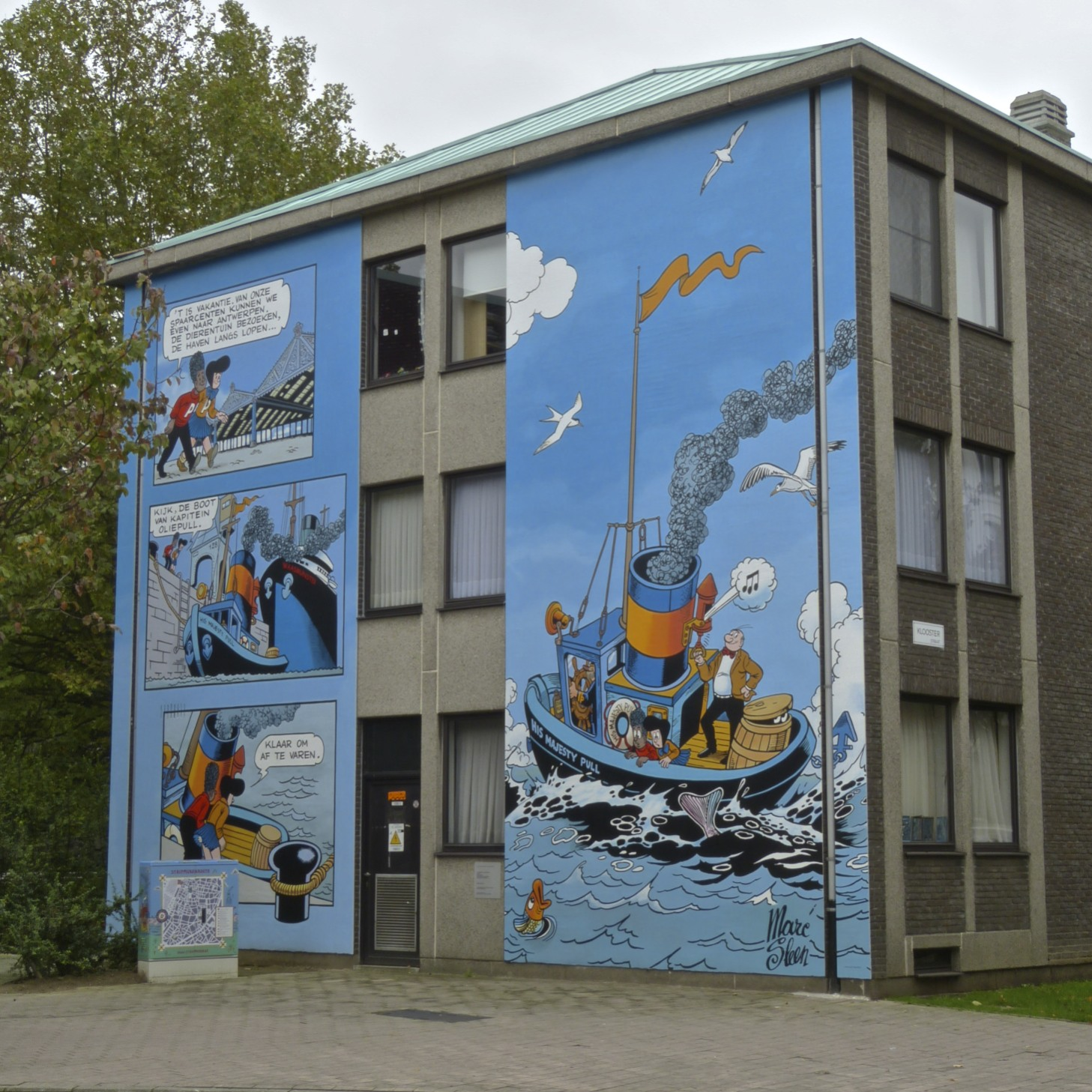
Fresque murale Néron à Anvers

### Distinctions
- 1999 : élévation au rang de chevalier par le roi Albert II le 26 janvier 1999[2].

Marc Sleen est citoyen d'honneur de plusieurs villes : Hulshout (1981), Saint-Nicolas (28 mai 1988), Durbuy (1992), Bruxelles (21 juin 2005), Turnhout (11 février 2008), Hoeilaart (4 juin 2011) et de la ville hollandaise Sleen (1984). Il a également reçu le 13 novembre 1975, le Gouden Kruis van Officier in de Brabantse Orde van Verdienste et le ruban du Grand Ordre de l'Ordre de Vos Reynaert à Saint-Nicolas en 1981.

### Prix et récompenses
- 1974 :  prix Saint-Michel[37] du meilleur scénario humoristique pour Le Virus du rire (Néron) ;
- 1993 :  Adhémar d'or[37] pour l'ensemble de son œuvre ;
- 1995 :  Meilleur album de l'année 1994, décerné par la Chambre belge des experts en bande dessinée pour la trilogie How[4]
- 1997 : 
  -  Crayon d'or au Festival de bande dessinée de Middelkerke à Middelkerke[38],[37];
  -  prix du meilleur album néerlandophone pour De Roos van Sakhti au festival de Durbuy[37] ;
- 2002 :  prix Stripvos (nl)[37], décerné par la Guilde flamande de la bande dessinée indépendante au Centre belge de la bande dessinée ;
- 2005 :  Adhémar d'or[37], pour l'ensemble de son œuvre.

### Postérité
Adhémar est statufié le 15 juin 1991 à Turnhout.

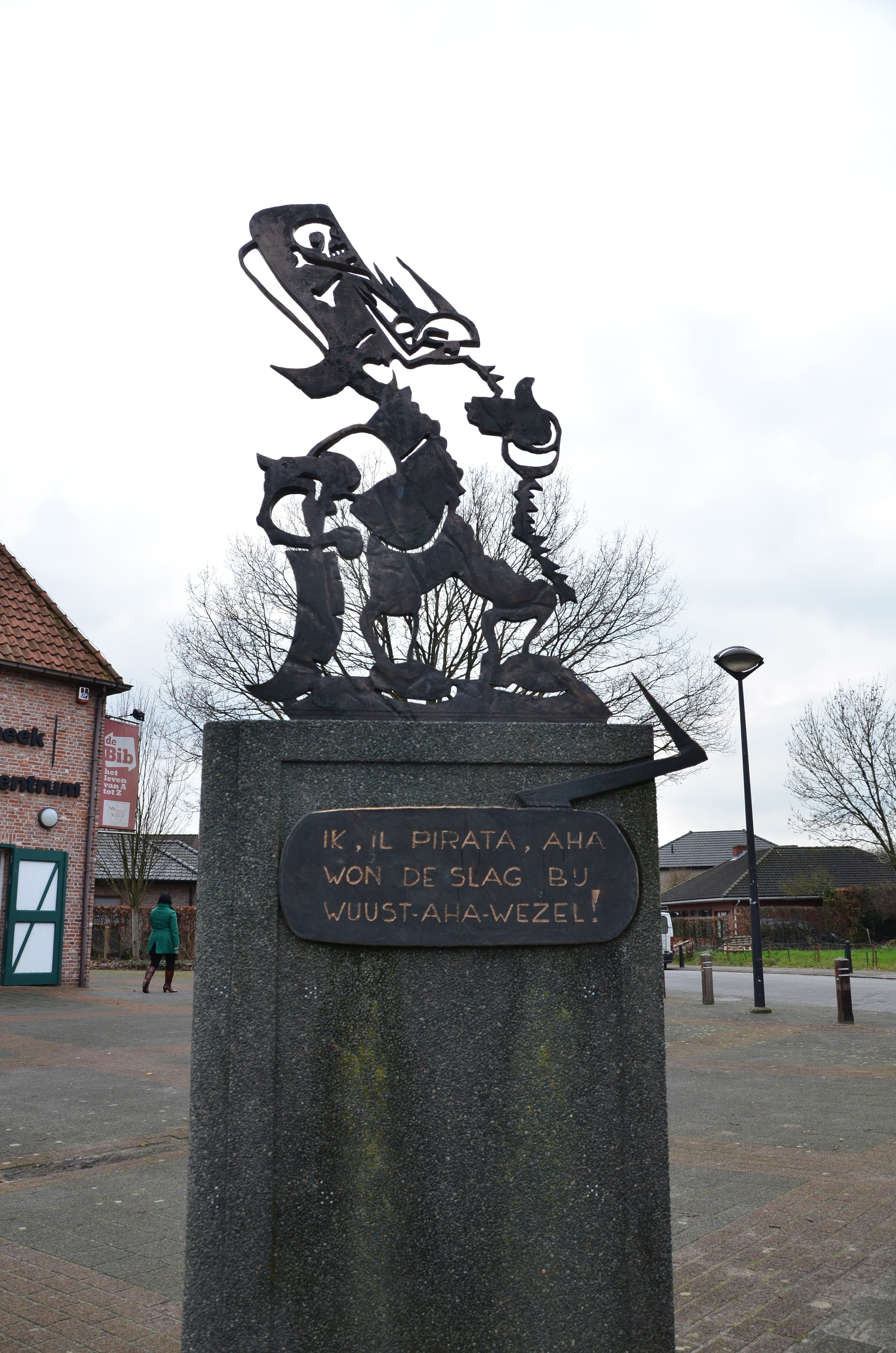
Statue de Oscar Abraham Millesabords à Wuustwezel

Le 10 septembre 1994, la statue de Néron est inaugurée à Hoeilaart. Elle est située avenue Biesman devant la brasserie Nerocafé entièrement décorée du monde de Néron, dans lequel Sleen se rendait régulièrement et où il est possible de déguster une bière Nero.
En 1995, une fresque murale Néron est inaugurée place Saint-Géry à Bruxelles. Elle représente Boulette et Bambou, les enfants adoptés par les Pheip, sur la gauche, tandis que sur la droite Adhémar, le génial fils de Néron, observe attentivement la scène. Le détective Fouchet est à la recherche d’indices à l’arrière-plan et Néron, qui s’émerveille devant quatre petits oiseaux, est perché sur l’arbre. Elle fait partie du parcours BD de Bruxelles. Elle couvre une superficie de 40 m2 et sa réalisation est due à l'association Art mural. La même année, le compositeur flamand Elias Gistelinck écrit une pièce classique qui lui est dédiée, Three Little Compositions for Marc Sleen. La ville d'Hasselt comptera également une fresque murale du 9 août 1996 à 2011 date de sa disparition.

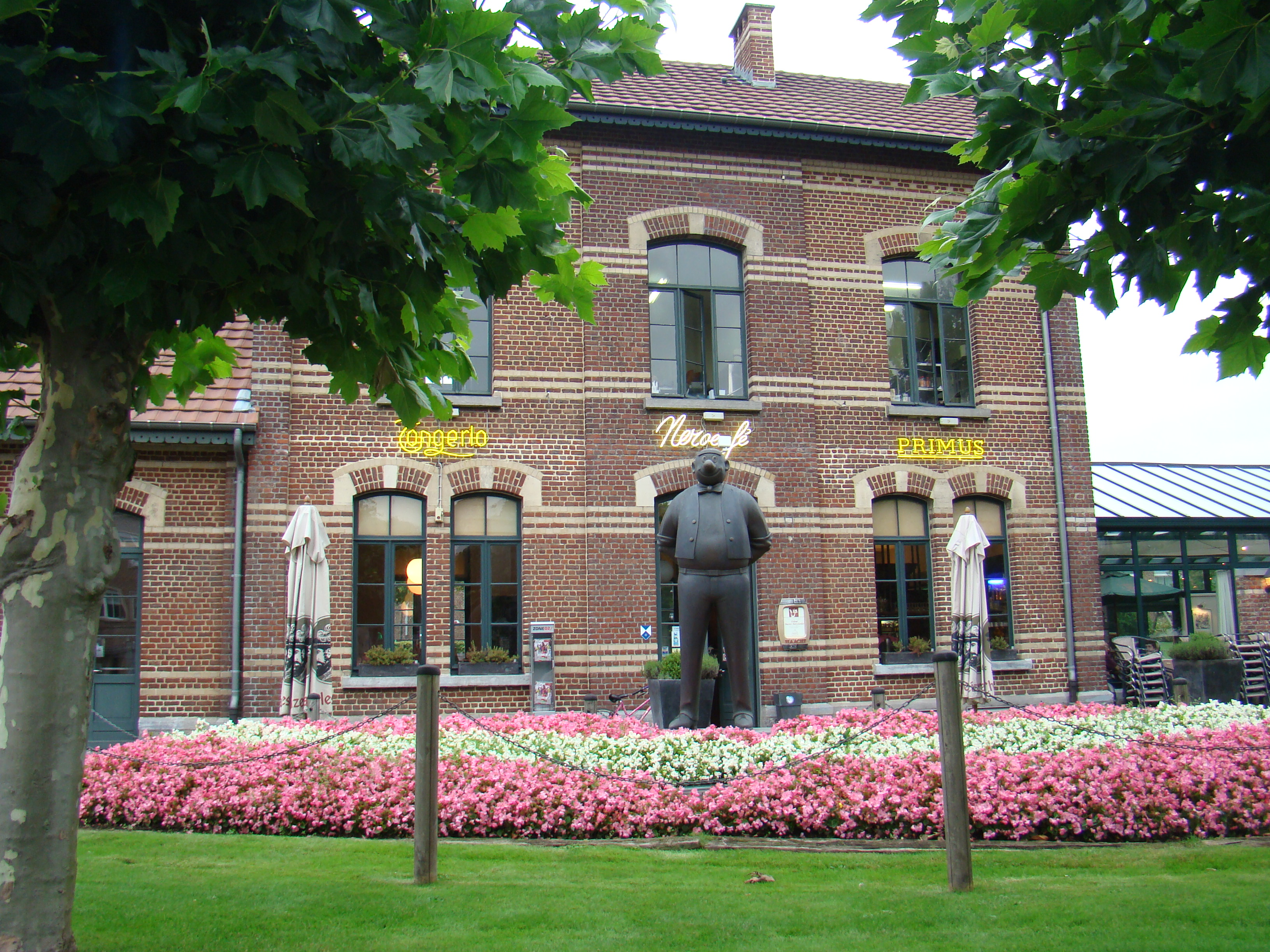
Statue de Néron à Hoeilaart

En 1996, la compagnie d'aviation belge Sabena décore ses avions Dash 8 du personnage Néron. Une statue de Néron est réalisée par l'artiste Jan Maillard et est érigée sur la digue de Middelkerke à la hauteur du no 1 de l'avenue Joseph Cassel en 1998. Puis vient le tour d'Oscar Abraham Millesabords à trôner sur une place de Wuustwezel depuis le 1er juillet 2000. Cette statue fait partie de la route de la bande dessinée.

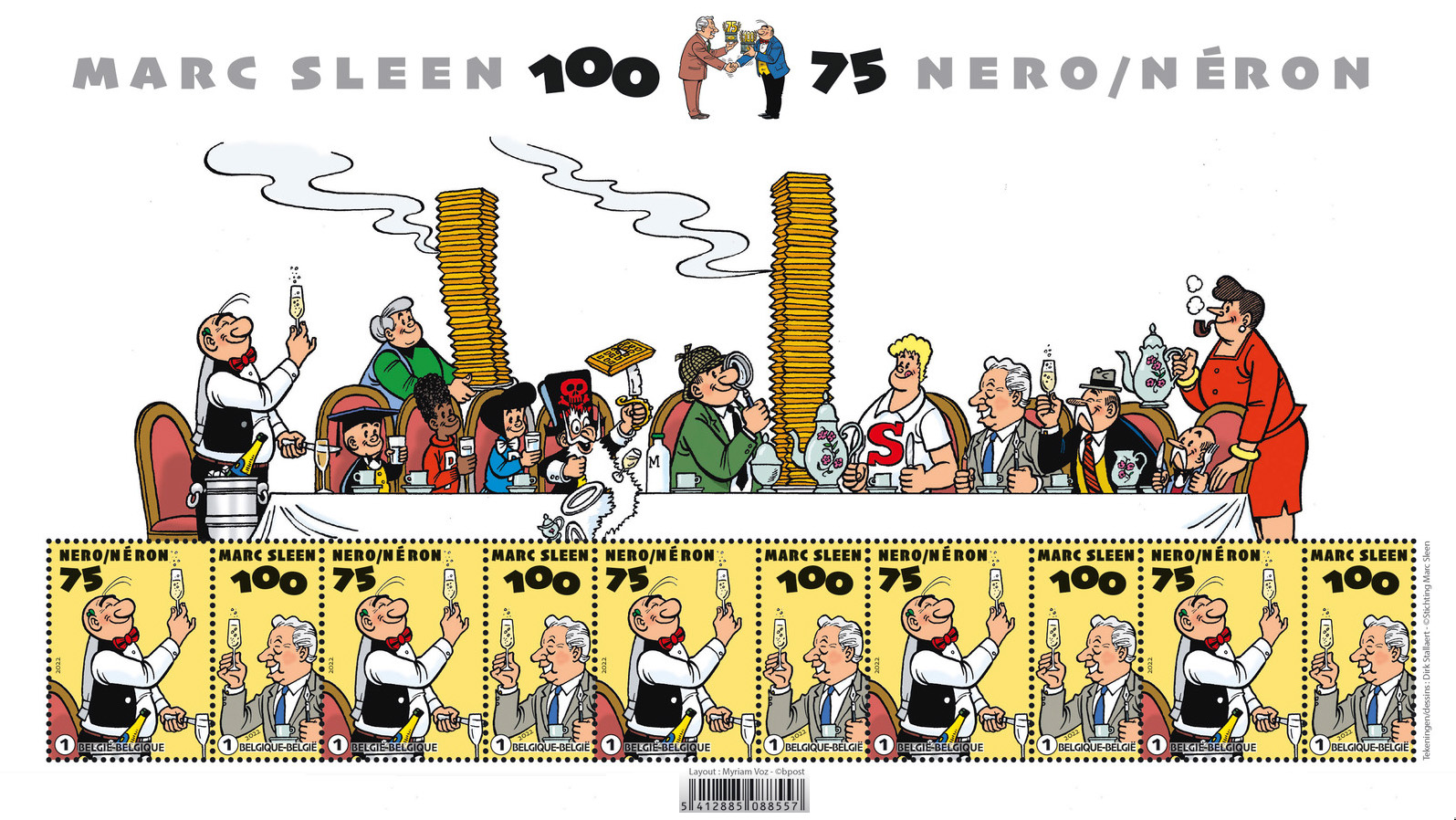
Timbres Marc Sleen 100 - 75 Nero/Néron

La poste belge et le Centre belge de la bande dessinée publient Bon anniversaire, Marc Sleen ! dans la collection « Philabédé » à l'occasion de l'hommage rendu à Marc Sleen pour son exceptionnelle carrière, poursuivie jusqu'à ses 80 ans : un anniversaire célébré le 30 décembre 2002. Cette publication est accompagnée de l'émission d'un timbre postal dans le cadre de son émission annuelle « Philatélie de la Jeunesse ». Une autre émission de timbres a lieu en 2022, à l'occasion du 75e anniversaire de Néron et son père spirituel, Marc Sleen, aurait eu 100 ans.
En novembre 2011, le parcours Néron et Marc Sleen à Bruxelles est créé. La statue de Monsieur Pheip réalisée par le sculpteur Guy Du Cheyne est inaugurée le 24 août 2012 devant la bibliothèque de Moerbeke. Puis, la fresque murale située rue du couvent à Anvers est inaugurée le 5 juillet 2014.
Une nouvelle fresque murale voit le jour le 21 août 2017. Elle est située sur le bureau de police de la rue Watervliet à Middelkerke, elle représente la famille de Néron sur une île.
Sa commune d'Hoeilaart s'enorgueillit d'une fresque murale apposée sur une ancienne cabine électrique dans le quartier Bakenbos à partir du 5 juin 2022 et organise chaque année un buffet de gaufres — l'événement marquant la fin de chaque album de Néron — afin de maintenir sa mémoire vivante.

### Hommages

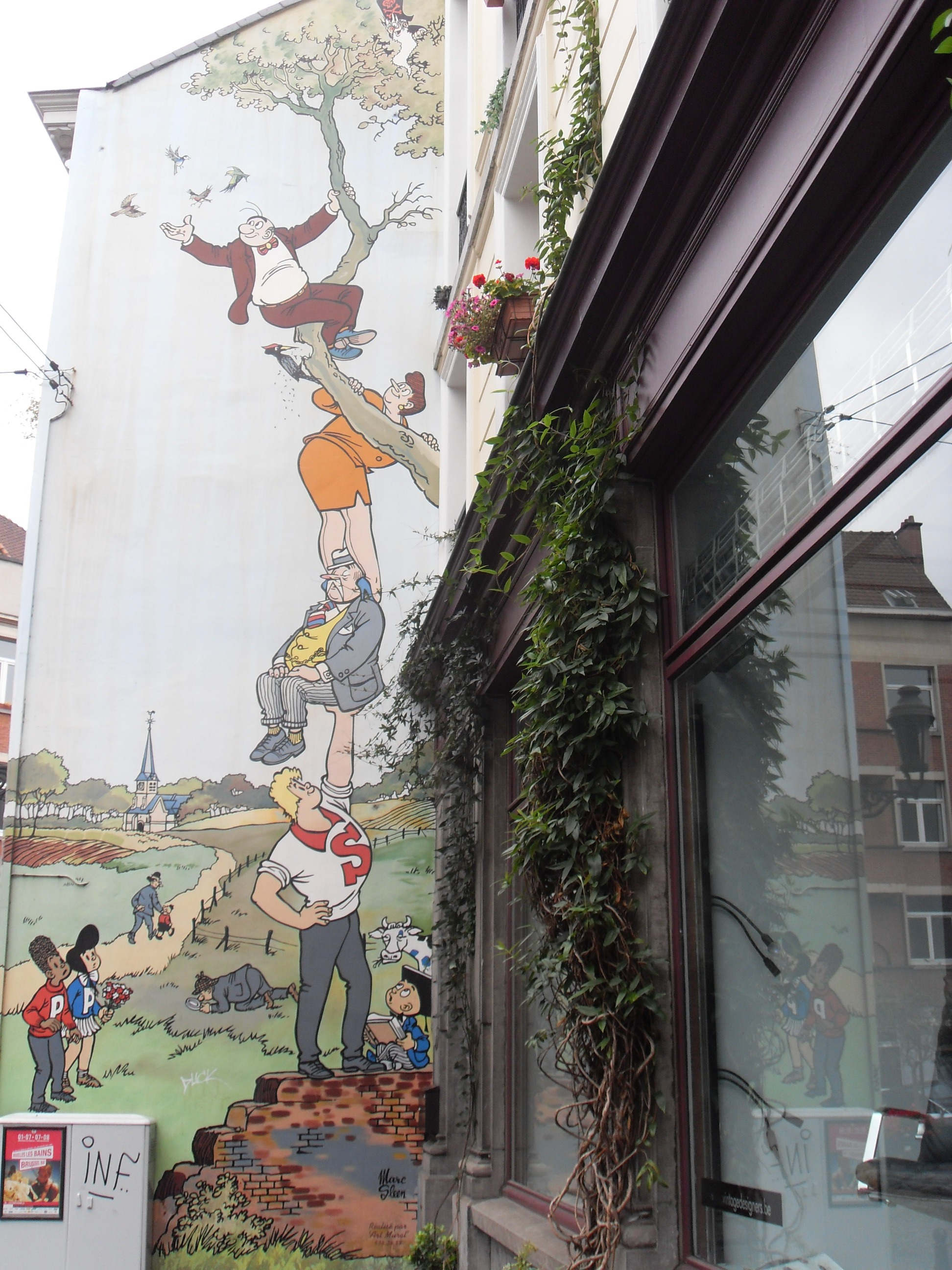
Fresque murale Néron à Bruxelles

Au numéro 59 de la rue des Bouchers, la seule librairie spécialisée en bande dessinée flamande de Bruxelles est baptisée selon le titre d’un album de Néron Het B-gevaar, alors que Matsuoka décore l’enseigne.
Lors de son décès les personnalités politiques du pays lui rendent hommage : 
Sven Gatz, le ministre flamand de la Culture (Open Vld) : 

« Notre pays a perdu l’un des plus grands dessinateurs de bande dessinée. Avec ses nombreux personnages mémorables, le père spirituel de Néron est responsable de beaucoup de clins d’œil, d’éclats de rire et d’amusement chez les jeunes comme chez les plus âgés. »

Le ministre bruxellois Guy Vanhengel : « Après le récent décès de Toots Thielemans, nous perdons à nouveau une grande icône. Avec le décès de Marc Sleen, nous perdons un homme exceptionnel qui signifiait énormément pour l’image de notre pays, pour le monde de la bande dessinée à Bruxelles et dans notre pays en particulier, ainsi qu’à l’étranger » et ajoute « Le Chevalier Sleen a dessiné des bandes dessinées pour tous, jeunes et vieux. Intemporelles et s’adressant à toutes les générations. Une double interprétation avec des références subtiles, cachées et parfois même un peu taquines envers la politique sont particulièrement propres à la série Néron. Mais ses autres prestations de dessinateur étaient également très populaires : Les Joyeux Lurons, Miche et Célestin Radis. ».
Selon Patrick Gaumer : « Marc Sleen pratique une bande dessinée populaire privilégiant la fantaisie et l'aventure. Son graphisme tout en rondeurs l'impose comme l'un des plus dignes représentants de la bande dessinée néerlandophone ».

#### Influence
De très nombreux auteurs de bande dessinée belge ont déclaré avoir été influencés par Marc Sleen : Bavo, Raoul Cauvin, Luc Cromheecke, Pieter De Poortere, Kim Duchateau, Jean-Pol, Kamagurka, Hec Leemans, Marc Legendre, Willy Linthout, Nix, Hugo Matthysen, Merho, Erik Meynen, Pirana, Dirk Stallaert, Urbanus, François Walthéry et WEgé. Aux Pays-Bas, il touche Martin Lodewijk, Marq van Broekhoven, Aart Clerkx, Berend Vonk et le duo Windig et de Jong.

#### Études
- Danny De Laet et Yves Varende, Au-delà du septième art : histoire de la bande dessinée belge, Bruxelles, Ministère des affaires étrangères, du commerce extérieur et de la coopération au développement, coll. « Chroniques belges » (no 322), 1979, 302 p., ill. ; 22 cm (OCLC 301693218, lire en ligne).

#### Livres
: document utilisé comme source pour la rédaction de cet article.
- Jean Van Hamme, Introduction à la bande dessinée belge, Bruxelles, Bibliothèque royale de Belgique, 1968, 80 p., ill. ; 26 cm (lire en ligne), p. 44-45[catalogue] publié à l'occasion de l'exposition La bande dessinée en Belgique, Bibliothèque Albert Ier, [Bruxelles], du 29 juin au 25 août 1968.
- Jean-Louis Lechat, Un demi-siècle d’aventures t. 2 : 1970 - 1996, Bruxelles, Le Lombard, 5 décembre 1996, 224 p., ill. ; 31 cm (ISBN 280361233X, OCLC 37995939, BNF 37539082, présentation en ligne), p. 199. .
- Henri Filippini, « Sleen, Marc », dans Dictionnaire de la bande dessinée, Paris, Bordas, 2005, 912 p., ill. ; 27 cm (ISBN 9782047299708 et 2047299705, OCLC 1009545288, présentation en ligne), p. 866. .
- Patrick Gaumer, « Sleen, Marc », dans Dictionnaire mondial de la BD, Paris, Larousse, 2010, 953 p., ill. ; 27 cm (ISBN 978-2-0358-4331-9 et 2-0358-4331-6, OCLC 920924930, présentation en ligne), p. 787. .
- (nl) Jan Hoet et Dany Vandenbossche, « Marc Sleen », dans De wereld van de strips in originelen [« Le Monde de la bande dessinée en originaux »], Bruxelles, Vlaams Parlement, 2013, 68 p., PDF (OCLC 901366732, lire en ligne), p. 41.
- Philippe Mellot, Michel Denni, Laurent Turpin et Isabelle Morzadec, Trésors de la bande dessinée : BDM 2023-2024 - Catalogue encyclopédique et Argus, Paris, Les Arènes, novembre 2022, 23e éd., 1677 p., ill. ; 23 cm (ISBN 9791037507280, OCLC 1351462460, présentation en ligne), p. 889, 1556. .

#### Périodiques
- Marc-André Dumonteil, « Remember Marc Sleen », Hop !, Aurillac, AEMEGBD, no 152,‎ juin 2016, p. 50 (ISSN 0768-9357).
- « Génie populaire, une analyse de la Belgique et du monde de 1958 à travers l’album De Pax-Apostol (L’Apôtre de la Paix) », 64_page, no 8,‎ septembre 2016, p. 40-41.

#### Articles
- Marc Sleen (interviewé par VDS et Sheridan), « Marc Sleen et Bruxelles, l'interview », Génération BD,‎ 25 décembre 2011 (lire en ligne, consulté le 24 avril 2023)
- Daniel Couvreur, « Néron pleure Marc Sleen », Le Soir,‎ 7 novembre 2016 (lire en ligne , consulté le 23 avril 2023)
- « Annonce : Marc Sleen s’en est allé », sur 64page.com, 8 novembre 2016 (consulté le 23 avril 2023)
- Henri Filippini, « Nero (Néron, en français) est orphelin ! », BDzoom,‎ 8 novembre 2016 (lire en ligne, consulté le 23 avril 2023).

### Vidéographie
- [vidéo] « ACTU-tv Marc Sleen, le père de "Néro" meurt en novembre 2016 à l'âge de 94 ans », sur YouTube (7 min 22 s), novembre 2016.